# STEINS;GATE (アニメ)
『STEINS;GATE』（シュタインズ・ゲート）は、5pb.の同名ゲームソフトを原作とした日本のアニメ作品。2011年4月から9月までテレビアニメが放送され、2013年4月20日に劇場版が公開された。
2018年4月から9月まで続編『シュタインズ・ゲート ゼロ』が放送された。

## 概要
2011年4月から同年9月までテレビアニメ『STEINS;GATE』が、独立UHF局ほかAT-Xにて放送された。全24話。原作ゲームのストーリーにほぼ忠実に沿った内容で映像化され、トゥルーエンディングに至るまでの物語が描かれた。セル版のBD/DVD第9巻には、特典映像のスペシャルとして後日談の第25話が収録された。
2013年4月20日に『劇場版 STEINS;GATE 負荷領域のデジャヴ』（げきじょうばん シュタインズ・ゲート ふかりょういきのデジャヴ）が劇場公開された。MAGES.が完全監修した「完全新作」ストーリーのもと、「トゥルーエンド」（テレビアニメ版最終回）の後、ラボメンたちに振りかかった事件を描いた映画である。
2015年12月に『STEINS;GATE』第23話の一部シーンを『シュタインズ・ゲート ゼロ』の世界線につながる新作パートに差し替えた「第23話（β）」が放送された。
2018年4月から9月までテレビアニメ『シュタインズ・ゲート ゼロ』が放送された。同名の続編ゲームのアニメ化となるが、前作とは異なりゲーム版が複数回プレイを前提としたマルチエンディングだったのを一本のストーリーに再構成したため、ゲーム版から削られたシーンがある一方で、逆にアニメ版で追加されたシーンも存在する。

## ストーリー

### STEINS;GATE
プロローグ
秋葉原を拠点とする小さな発明サークル「未来ガジェット研究所」のリーダーを務める大学生の岡部倫太郎は、研究所のメンバー（ラボメン）の橋田至や幼馴染でもある椎名まゆりと共に、日々ヘンテコな発明を繰り返していた。
2010年7月28日、岡部はまゆりと共に向かった講義会場で天才少女の牧瀬紅莉栖と出会うが、ラジ館の8階奥では血溜まりに倒れている紅莉栖を目撃し、そのことを橋田へ携帯メールで報告する。その直後、めまいに襲われた岡部が我に返ると、ラジ館屋上には人工衛星らしきものが墜落しており、周辺は警察によって封鎖されていた。先ほど送信したはずのメールはなぜか1週間前の日付で受信されており、周囲が話すここ最近の出来事と岡部の記憶の間には、齟齬が起こっていた。
タイムマシンの発明
橋田や紅莉栖の検証の結果、発明品である「電話レンジ（仮）」が、携帯メールを過去へ送るタイムマシンとしての機能を備えていたことが判明する。「Dメール」と名付けたそれを過去に送信するたびに、「世界線の移動」と呼ばれる現象が発生してメールのメッセージ内容に影響を受けた人々の過去が改変されるが、なぜか岡部の記憶だけはそのままであった。
岡部たちは電話レンジの改良を進めながら、ラボメンたちを実験台にして試行錯誤を繰り返す。Dメール実験の対象者は変えたい過去をそれぞれ隠し持っており、事実上の過去改変が次々に行われる。しかし、これらの改変は一見ささいなものでも、バタフライ効果の影響で予想外に大規模な影響を周囲にもたらしていた。
さらに、橋田と紅莉栖は電話レンジの機能を拡張してSERNのLHCへ接続することにより、人の記憶を過去の自分に届けるタイムリープマシンを完成させる。これが原因で、岡部らはタイムマシンの秘密を狙う本物の秘密組織に、命を狙われることになる。
過去改変による惨劇の回避
仲間たちの願いが反映された現在の世界線（α世界線）の先には絶望的な未来が待ち構えており、それがラボメンの1人の命運にも関わっているため、何度やり直してもその残酷な結末を変える試みは「世界線の収束」に阻まれてしまう。この結末を変えるためには、世界線を大きく変えて「世界線変動率1%台のβ世界線」を目指さねばならないが、そのためにはすべての過去改変をキャンセルしなければならなかった。
やがて岡部は、β世界線へ移動すればまた別の惨劇が起こることを知る。つまり、αでもβでも大切な仲間の1人に悲劇の手が伸びるが、そのどちらかを選択しなければならないのだ。そんな岡部を、紅莉栖は進むべき道へと後押しし、自らが犠牲になることを決断する。
紅莉栖のいない世界で絶望する岡部は、思わぬ形で与えられた「本当の未来技術」を用いて、仲間や世界の命運のためにもう一度立ち上がることを決意する。「過去の岡部が観測し、確定した事実は変えられない」という制約条件のもとで、時空間的に絡み合った謎を解きほぐしてβ世界線の未来に待ち受ける第三次世界大戦を回避し、すべての仲間たちを救う方法はあるのだろうか。

### スペシャル
時期は世界線を巡る戦いから、しばらく経った頃。フェイリスが「雷ネット」の世界大会に招待選手として出場することになり、岡部・ダル・まゆり・るかたちは応援としてアメリカに駆り出される。ロサンゼルスで紅莉栖とフェイリスに合流したラボメンらは機関の追跡を避けるため、遠く離れた荒野のモーテルに宿泊することになる。深夜のモーテルで、岡部は「別の世界線での記憶」が断片的に残っていることについて紅莉栖に問われる。
翌日、雷ネットの世界大会の会場で鈴羽に似た少女を見た岡部は、タクシーで追跡する。少女の正体は雷ネットの出場選手にして、将来ダルと出会って鈴羽の母になるであろう、阿万音由季であった。占いで「7年後に結婚して子供が生まれる」と言われたらしい由季は、岡部と荒野のバーで和やかに会話した末に7年後の再会を約束して別れるが、おっとり刀で飛び出した岡部には手持ちが無く、携帯電話も電池切れということに気づく。
2時間後、荒野のハイウェイを歩き続けた岡部の下に、紅莉栖が駆けつける。夕闇に染まる中、「別の世界線での岡部との記憶」に戸惑う紅莉栖に「どの世界線でも好きだった」と想いを告白し返答を要求する岡部に対し、紅莉栖は岡部を見つめ返して「目を、閉じろ」と告げ幕を閉じる。

### 劇場版（ストーリー）
シュタインズゲートに到達してから1年後。まゆりも紅莉栖も生存している世界で、岡部は別の世界線では敵だった天王寺や萌郁とも良好な関係を築き、平穏ながらも幸せな日々を満喫していた。そんな中、アメリカの研究所にいた紅莉栖が、仕事を理由として1年ぶりに秋葉原へ帰って来る。久しぶりの再会に喜び合う中、岡部は激しい頭痛に襲われ、次々に脳裏に浮かぶ別の世界線での記憶によって頭をかき乱される。
岡部は、幾多の過去改変とリーディングシュタイナー発動の代償として、R世界線に跳ばされることになる。時間跳躍のもたらす苦悩を知り抜いていた岡部は、過去改変を厳しく禁じていた。しかし、橋田やまゆりですら岡部の存在を忘れ、さらに紅莉栖自身も彼の記憶が薄れてしまった世界線で、紅莉栖は「何かこの世界に足りないもの」を取り戻すため、タイムリープに挑む。

### シュタインズ・ゲート ゼロ
紅莉栖のいない世界線
β世界線に戻った岡部は、過去に戻り紅莉栖を救う好機を得たものの、世界線の収束という巨大な壁を前にして紅莉栖の救済を諦めてしまった。紅莉栖の死から4か月。岡部は平凡な大学生生活を送り、ラボからも足が遠のいていた。そしてラボでは、未来から来た阿万音鈴羽が過酷な未来を変えるため苦悩していた。
レスキネン教授の人工知能に関するセミナーに出席した岡部は、比屋定真帆と知り合う。岡部は紅莉栖の記憶をベースにした人工知能「アマデウス」のテスターとなり、端末を通して紅莉栖と交流する。まゆりの発案によりラボメンのクリスマスパーティが開かれ、真帆も打ち解ける。
鈴羽はタイムマシンに一緒に乗せていた少女・椎名かがりが1998年の秋葉原で行方不明になっていることを打ち明け、ラボメンたちに協力を求めるが手掛かりは見つからなかった。ダルは調査のプロであるという桐生萌郁に捜索を依頼する。年末、るかが紅莉栖にそっくりな記憶喪失の少女を連れてくるが、彼女が椎名かがりと判明する。
α世界線での邂逅
正月、初詣を終えたラボメンはラボでパーティを開く。真帆は一同にアマデウス紅莉栖を紹介するが、突然表示が切断される。そこへ武装集団が押し入り、かがりを連れ出そうとするが、天王寺の助けで難を逃れる。
突然アマデウス紅莉栖から助けを求める着信が入る。岡部にリーディングシュタイナーが発動し、世界線が移動。そこには本物の紅莉栖がいたが、まゆりが病死したα世界線だった。紅莉栖は岡部が別の世界線から来たことを察知し、β世界線に帰還させる。
かがりの失踪
病院のベッドで目覚めた岡部は、真帆の周囲で不審な事件が起こっていることを聞く。真帆はアメリカ帰国が決まり、アマデウス紅莉栖も復旧。真帆は岡部に、紅莉栖の遺品のロック解除できないノートパソコンを持っていると打ち明ける。パソコンに入ったタイムマシン論文の争いが世界を破滅させるパンドラの箱と戦慄する岡部。武装した工作員たちに襲われ絶体絶命となるが、他国の工作員が現れ、銃撃戦でパソコンは破壊される。真帆はアメリカに帰国し、アマデウス紅莉栖のテスターも終わる。
かがりはまゆりの口ずさむ歌を聞いて、彼女が自分の「ママ」だったことを思い出す。まゆりに甘えるかがりに鈴羽はいらだち、険悪な雰囲気に。まゆりはかがりを元気づけるパーティを開く。岡部は萌郁の案内で、かがりが捕らえられていたと思しき施設跡を発見する。同じころ、パーティに向かっていたはずのかがりが行方不明になる。
かがりの失踪から数か月。夏のある日、鈴羽はラボで黒いライダースーツ姿のかがりに襲撃され、彼女が洗脳されていると確信する。鈴羽とダルはタイムリープマシンを作るため、真帆を来日させる。ダルと真帆は、ひそかに電話レンジ（仮）の修理をするが、これを知った岡部は激怒。過去を変えてはならないと主張する岡部に、真帆はまゆりも紅莉栖も死なず第三次世界大戦も起きない「シュタインズゲート」を探すと説得する。まゆりは自分のために岡部が苦しんでいると知り悩む。
レスキネン教授の襲撃
鈴羽はタイムマシンの残りの燃料で1年前に戻ると決める。まゆりも岡部のためにタイムマシンに乗り込む。そこへ武装集団が襲撃するが、再びあらわれたかがりが工作員たちと戦う。まゆりを追ってきた岡部にレスキネン教授が真相を明かす。かがりを洗脳したのは2036年のレスキネンで、タイムマシンを奪う遠大な計画だった。鈴羽とまゆりの乗ったタイムマシンは転移の途中でヘリからミサイルで撃墜される。しかし、タイムマシンの残骸は部分的にしか存在せず、二人の遺体も無いという曖昧な状況に陥る。
復活、そして過去改変へ
岡部はタイムリープで二人を救うと決意。ダルと真帆が作った電話レンジ2号機で過去に飛ぶ。2036年の未来に目覚めるアクシデントを乗り越え、3000回ものタイムリープを繰り返し、ついに鈴羽とまゆりが旅立つ2011年7月7日に戻る。岡部はラボで高笑いをあげ「鳳凰院凶真」として復活。
悲劇の回避のためラボメンたちに指示を出すが、タイムマシンがヘリに爆撃される結末を変えられない。岡部たちは過去のダルに「Dライン」を送り、アマデウス紅莉栖を消去させるという苦渋の決断をする。Dラインによる世界線変動の影響でかがりを取り巻く状況の変化もあり、岡部は鈴羽とまゆりのタイムマシンが過去に飛び立つ瞬間の観測に成功する。
1年前のラジ館に戻ったまゆりはその場にいた過去の自分に電話をかけ、世界改変をあきらめている鳳凰院凶真を叱咤激励するよう伝える。バッティングを避けるために再度飛び立ったタイムマシンは燃料がなくなり時空を彷徨った果てに、紀元前18000年にまで流れ着く。帰るあてのない鈴羽とまゆりの前に、もう一台のタイムマシンがあらわれる。そこには2025年からタイムマシンの試作機で、二人を迎えに来た不敵な笑みを浮かべる岡部の姿があった。

## 登場人物
ここでは主要人物として「未来ガジェット研究所」のメンバーである「ラボメン」のみを一覧にする。
| No.                     | 名前        | あだ名                   | 特技・特徴                 | 趣味・嗜好                 | 声優       |
| ----------------------- | ----------- | ------------------------ | -------------------------- | -------------------------- | ---------- |
| 001                     | 岡部 倫太郎 | オカリン、鳳凰院凶真     | 厨二病的な言動             | ドクターペッパー           | 宮野真守   |
| 002                     | 椎名 まゆり | まゆしぃ☆、まゆ氏        | コスプレ                   | ジューシーからあげNo.1     | 花澤香菜   |
| 003                     | 橋田 至     | ダル、スーパーハカー     | ハッキング、プログラミング | 美少女ゲーム               | 関智一     |
| 004                     | 牧瀬 紅莉栖 | 助手、クリスティーナ     | 脳科学研究と実験           | @ちゃんねらー              | 今井麻美   |
| 005                     | 桐生 萌郁   | 閃光の指圧師             | 執筆、メール入力           | 極度の携帯依存症           | 後藤沙緒里 |
| 006                     | 漆原 るか   | ルカ子                   | 男の娘、巫女服             | 岡部に恋している           | 小林ゆう   |
| 007                     | 秋葉 留未穂 | フェイリス・ニャンニャン | 厨二病的な言動、ネコミミ   | 雷ネットアクセスバトラーズ | 桃井はるこ |
| 008                     | 阿万音 鈴羽 | バイト戦士               | 格闘技、サバイバル         | マウンテンバイク           | 田村ゆかり |
| β世界線での追加メンバー |             |                          |                            |                            |            |
| 009                     | 比屋定 真帆 | ロリっ子                 | 脳科学研究と実験           | レースゲーム、ジャンク品   | 矢作紗友里 |
| 010                     | 椎名 かがり | 黒いライダースーツの女   | ラボメン最後のメンバー     | 森の妖精さんうーぱ         | 潘めぐみ   |
| 011                     | 阿万音 由季 |                          | コスプレ                   |                            | 田村ゆかり |

## テレビアニメ第1作
2011年4月から同年9月まで、独立UHF局ほかAT-Xにて放送された。全24話。基本的に原作ゲームのストーリーに沿った内容で映像化され、トゥルーエンディングに至るまでの物語が描かれた。ただし一部の、原作ゲームにおいて見なくてもクリア可能なイベントなどはカットされている。
平成23年度（第15回）文化庁メディア芸術祭審査委員会推薦作品アニメーション部門/長編（劇場公開・テレビアニメ・OVA）に選ばれ、2011年10月に岡部倫太郎でニュータイプアニメアワード2011キャラクター部門男性賞を受賞している。
次回予告はテレビ放送ではなく、YouTubeで配信する形式が取られた。最終話の放送後直後には、放送や公式サイトを通じて劇場版の制作が告知された。
セル版のBD/DVD第9巻には、特典映像のスペシャルとして後日談の第25話が収録された。第25話は原作ゲームにも存在しないストーリーであり、本編の監督が総監督に移動して新たに監督が参加するなど、スタッフを一部変更して制作されている。
2015年3月28日には、「新作発表会 in ツイキャス」にて原作の続編『シュタインズ・ゲート ゼロ』の制作が発表。これと連動し、同年7月からTOKYO MXとBS11で行われた放送（TOKYO MXでは再放送、BS11では初放送）では、第23話の一部シーンを『ゼロ』の世界線につながる新作パートに差し替えた「第23話（β）」が事前の予告無しに放送された（本来の第24話は放送されず、翌週に特別番組『Making of STEINS；GATE 0 〜終わりと始まりのフラグメント〜』を放送して終了）。この「第23話（β）」は、2016年2月5日発売のBlu-ray BOXに収録された。再放送開始当初は新作パートの予定はなく、志倉千代丸の思い付きから企画が始まり、製作決定した時点で既に第5話を放送したあたりであった。更に第23話放送に間に合うと決まった時点で、『シュタインズ・ゲート ゼロ』の発売日を変更している。

### スタッフ
- 原作 - 5pb./Nitroplus
- 総監督 - 佐藤卓哉・浜崎博嗣（第25話のみ）
- 監督 - 佐藤卓哉・浜崎博嗣→小林智樹（第25話のみ）
- シリーズ構成 - 花田十輝
- シナリオ監修 - 林直孝、松原達也
- キャラクターデザイン・総作画監督 - 坂井久太
- プロップデザイン - コレサワシゲユキ、中村和久
- 美術監督 - 衛藤功二
- 美術設定 - 金平和茂
- 色彩設計 - 佐藤美由紀
- 撮影監督 - 中村圭介
- 3Dディレクター - 相馬洋
- 編集 - 後藤正浩
- 音響監督 - 藤山房伸
- 音楽 - 阿保剛、村上純
- 音楽プロデューサー - 金谷雄文
- 音楽制作 - 5pb.
- プロデューサー - 五味健次郎、松永孝之、団野喜人、田中信作、金庭こず恵、土居由直
- アニメーションプロデューサー - 岩佐がく、吉川綱樹（第25話のみ）
- アニメーション制作 - WHITE FOX
- 製作 - 未来ガジェット研究所

### 主題歌
原作ゲームの企画、および主題歌の作詞・作曲に携わった志倉千代丸が、アニメ版の楽曲も担当している。

#### オープニングテーマ
「Hacking to the Gate」（第1話 - 第24話）
作詞・作曲 - 志倉千代丸 / 編曲 - 磯江俊道 / 歌 - いとうかなこ
原作ゲームのXbox 360版・PC版でオープニングテーマとして用いられた楽曲「スカイクラッドの観測者」の「バージョン2」という位置づけで同時期に作曲された。「スカイクラッドの観測者」と同様、歌詞の内容には作品の内容が反映されており、本曲は主人公の視点を意識したものとなっている。特に2番の歌詞は先の展開（ネタバレ）にも踏み込んでおり、本編を中盤辺りまで視聴してから聴くと、歌詞に込められた裏の意味が見えてくるような内容が志向されている。
第23話、第24話のオープニングでは、2番の歌詞が起用され、一部新カットと演出が追加されている。
スペシャルではエンディングに使用されている。

#### エンディングテーマ
第22話のエンディングではボーカル曲は流れず、原作ゲームにおいてトゥルーエンドのルートに入る瞬間に用いられた楽曲「Fake Verthandi」のアレンジ曲とその演出が再現されている。
「刻司ル十二ノ盟約」（第1話 - 第21話、第23話(β)）
作詞 - 志倉千代丸 / 作曲・編曲 - 林達志 / 歌 - ファンタズム（FES cv.榊原ゆい）
第23話(β)では『STEINS;GATE 0』の登場人物である比屋定真帆とアマデウス紅莉栖が映像に登場している。
「スカイクラッドの観測者」（第23話）
作詞・作曲 - 志倉千代丸 / 編曲 - 磯江俊道 / 歌 - いとうかなこ
原作ゲームのXbox 360版・PC版でオープニングテーマとして用いられた楽曲。この話のために2分50秒にしたバージョンが急遽用意された。
「Another Heaven」（第24話）
作詞 - 漆野淳哉 / 作曲 - 須田悦弘 / 編曲 - 磯江俊道 / 歌 - いとうかなこ
原作ゲームでトゥルーエンドのエンディングテーマとして用いられた楽曲。テレビアニメ放送前に公開されたプロモーション映像にも使用された。

#### 挿入歌
「ワタシ☆LOVEな☆オトメ!」（第2話、第9話）
作詞・作曲 - 桃井はるこ / 編曲 - 上野浩司 / 歌 - アフィリア・サーガ・イースト
5pb.が移植版を手掛けたアドベンチャーゲーム『W.L.O. 世界恋愛機構』のXbox 360版オープニングテーマ。
「My White Ribbon」（第9話）
作詞・作曲 - 志倉千代丸 / 編曲 - 磯江俊道 / 歌 - アフィリア・サーガ・イースト

### 各話リスト
| 話数     | サブタイトル                                         | 脚本            | 絵コンテ                         | 演出                                | 作画監督                                                |
| -------- | ---------------------------------------------------- | --------------- | -------------------------------- | ----------------------------------- | ------------------------------------------------------- |
| #01      | 始まりと終わりのプロローグ Turning Point             | 花田十輝        | 浜崎博嗣                         | おざわかずひろ                      | 中村和久                                                |
| #02      | 時間跳躍のパラノイア Time Travel Paranoia            | 花田十輝        | 佐藤卓哉                         | 池田重隆                            | 池上太郎                                                |
| #03      | 並列過程のパラノイア Parallel World Paranoia         | 花田十輝        | サトウシンジ                     | 若林漢二                            | 佐藤天昭                                                |
| #04      | 空理彷徨のランデヴー Interpreter Rendezvous          | 花田十輝        | おざわかずひろ                   | おざわかずひろ                      | 中田正彦                                                |
| #05      | 電荷衝突のランデヴー Starmine Rendezvous             | 花田十輝        | 池田重隆                         | 池田重隆                            | 坂井久太                                                |
| #06      | 蝶翼のダイバージェンス Butterfly Effect's Divergence | 横谷昌宏        | 村川健一郎                       | 平向智子                            | 青野厚司                                                |
| #07      | 断層のダイバージェンス Divergence Singularity        | 根元歳三        | 加藤敏幸                         | 下田久人                            | 武本大介                                                |
| #08      | 夢幻のホメオスタシス Chaos Theory Homeostasis        | 根元歳三        | 若林漢二                         | 若林漢二                            | 池上太郎                                                |
| #09      | 幻相のホメオスタシス Chaos Theory Homeostasis        | 花田十輝        | 小林智樹                         | 小林智樹                            | 中村和久                                                |
| #10      | 相生のホメオスタシス Chaos Theory Homeostasis        | 横谷昌宏        | おざわかずひろ                   | おざわかずひろ                      | 稲吉智重 稲吉朝子                                       |
| #11      | 時空境界のドグマ Dogma in Event Horizon              | 花田十輝        | 池田重隆                         | 小林公二                            | 佐藤天昭 川田剛 中村和久 いがりたかし 坂井久太 池上太郎 |
| #12      | 静止限界のドグマ Dogma in Ergosphere                 | 花田十輝        | 佐藤卓哉                         | 立川譲                              | 坂井久太                                                |
| #13      | 形而上のネクローシス Metaphysics Necrosis            | 花田十輝        | 佐藤卓哉                         | 下田久人                            | 青野厚司                                                |
| #14      | 形而下のネクローシス Physically Necrosis             | 花田十輝        | 浜崎博嗣 若林漢二                | 若林漢二                            | 川田剛 松原一之                                         |
| #15      | 亡環上のネクローシス Missing Link Necrosis           | 横谷昌宏        | 小林智樹                         | 小林智樹                            | 池上太郎 武本大介                                       |
| #16      | 不可逆のネクローシス Sacrificial Necrosis            | 横谷昌宏        | 村川建一郎                       | 平向智子                            | 中村和久 吉井弘幸                                       |
| #17      | 虚像歪曲のコンプレックス Made in Complex             | 根元歳三        | 浜崎博嗣 佐藤卓哉 池田重隆       | 小林公二                            | いがりたかし 新井伸浩 池上太郎                          |
| #18      | 自己相似のアンドロギュノス Fractal Androgynous       | 横谷昌宏        | おざわかずひろ                   | おざわかずひろ                      | 稲吉智重 稲吉朝子                                       |
| #19      | 無限連鎖のアポトーシス Endless Apoptosis             | 根元歳三        | 加藤敏幸                         | 土屋浩幸                            | 川田剛 竹田逸子                                         |
| #20      | 怨嗟断絶のアポトーシス Finalize Apoptosis            | 根元歳三        | 須間雅人                         | 美甘義人 若林漢二                   | 松原一之 武本大介                                       |
| #21      | 因果律のメルト Paradox Meltdown                      | 花田十輝        | 村川建一郎                       | 若林漢二                            | 池上太郎 山本善哉                                       |
| #22      | 存在了解のメルト Being Meltdown                      | 花田十輝        | 須間雅人                         | 小林智樹                            | いがりたかし 吉井弘幸                                   |
| #23      | 境界面上のシュタインズゲート Open The Steins Gate    | 花田十輝        | おざわかずひろ                   | おざわかずひろ                      | 稲吉智重 稲吉朝子                                       |
| #24      | 終わりと始まりのプロローグ Achievement Point         | 花田十輝        | 浜崎博嗣 佐藤卓哉                | 若林漢二 小林公二 浜崎博嗣 佐藤卓哉 | 坂井久太                                                |
| SPECIAL  | 横行跋扈のポリオマニア Egoistic Poriomania           | 花田十輝        | 小林智樹                         | 小林智樹                            | 池上太郎 松原一之                                       |
| #23（β） | 境界面上のミッシングリンク Divide by Zero            | 花田十輝 林直孝 | おざわかずひろ 浜崎博嗣 佐藤卓哉 | おざわかずひろ                      | 稲吉智重 稲吉朝子                                       |

- SPECIALは2012年2月22日発売第9巻収録のテレビ未放送エピソード。
- 第23話（β）は2015年12月2日のTOKYO MXとニコニコ動画（BS11は12月3日放送）での再放送時に、『STEINS;GATE 0』発売に伴い改変版を放送[13]。翌週は第24話ではなく特別番組『Making of STEINS;GATE 0 終わりと始まりのフラグメント』を放送。AT-Xでは2017年放送版で初放送した。

### 放送局
| 放送期間                | 放送時間                     | 放送局       | 対象地域 | 備考                      |
| ----------------------- | ---------------------------- | ------------ | -------- | ------------------------- |
| 2011年4月6日 - 9月14日  | 水曜 2:05 - 2:35（火曜深夜） | テレビ埼玉   | 埼玉県   |                           |
|                         |                              | サンテレビ   | 兵庫県   |                           |
| 2011年4月7日 - 9月15日  | 木曜 1:30 - 2:00（水曜深夜） | 千葉テレビ   | 千葉県   |                           |
|                         | 木曜 2:30 - 3:00（水曜深夜） | テレビ愛知   | 愛知県   |                           |
| 2011年4月8日 - 9月16日  | 金曜 1:30 - 2:00（木曜深夜） | TOKYO MX     | 東京都   |                           |
| 2011年4月10日 - 9月18日 |                              | テレビ神奈川 | 神奈川県 |                           |
| 2011年5月6日 - 10月14日 | 金曜 22:30 - 23:00           | AT-X         | 日本全域 | CS放送 / リピート放送あり |

| 配信開始日   | 配信時間        | 配信サイト         | 備考 |
| ------------ | --------------- | ------------------ | ---- |
| 2011年4月7日 | 木曜 13:30 更新 | ニコニコチャンネル |      |

### Blu-ray Disc/DVD
Blu-ray Discは初回限定版、DVDは通常版が発売された。両者とも全9巻。シリーズBlu-ray・DVD、Blu-ray BOX・DVD-BOXも発売元はフロンティアワークスと角川書店の共同で、販売元はメディアファクトリーである。
シリーズのBlu-ray限定版はhuke描き下ろしBOX&ピクチャーレーベル仕様で、特製本編フィルム、特製ブックレット、未来ガジェットCD、映像特典（ノンテロップオープニング&エンディング、Vol.1のみ）、坂井久太描き下ろしジャケット、全巻連動購入特典応募券が付属される。「未来ガジェットCD」には、キャラソン、オリジナルドラマ、サントラ、トークなど、毎巻異なるコンテンツが収録される。Vol.4には2011年10月23日に東京近郊で開催予定のスペシャルイベント応募券が封入された。Vol.8には映像特典（BDのみ）として2011年10月23日に行われたスペシャルイベント【オペレーション：ギフトブリンガー】の一部がダイジェスト映像として収録され、そして、最終巻となるVol.9には、テレビでは未放送のオリジナルエピソードとして“横行跋扈のポリオマニア (Egoistic Poriomania)”が収録された。
2013年3月27日にはDVD-BOXとBlu-ray BOXが発売された。新規特典仕様として、ブックレット（再録含むイラスト集）とhuke描きおろしの特製BOXが付属する。再録特典としてノンテロップオープニング&エンディング、未放送エピソード「横行跋扈のポリオマニア」、イベント映像『オペレーション：ギフトブリンガー』（オペレーション：ギフトブリンガーのみBlu-ray Disc BOXのみでDVD-BOXには収録されない）が映像特典として再録されている。
2016年2月5日発売のコンプリートBlu-ray BOXには、本編24話・SPECIAL・劇場版に加え、映像特典として23話(β)が収録される。
| 巻数 | 発売日         | 収録話                  | 特典CD                                                                                                 | 規格品番  | 規格品番  |
| 巻数 | 発売日         | 収録話                  | 特典CD                                                                                                 | BD        | DVD       |
| ---- | -------------- | ----------------------- | --- | --------- | --------- |
| 1    | 2011年6月22日  | 第1話 - 第2話           | 未来ガジェットコンパクトディスク1号 ニコ生ラジオ「未来ガジェット電波局」内のドラマパート#1〜5+新作1話  | MFXT-0001 | MFBT-0001 |
| 2    | 2011年7月27日  | 第3話 - 第4話           | 未来ガジェットコンパクトディスク2号 サウンドトラック【バタフライ・エフェクト】                         | MFXT-0002 | MFBT-0002 |
| 3    | 2011年8月24日  | 第5話 - 第7話           | 未来ガジェットコンパクトディスク3号 （まゆり&フェイリスのキャラソン「メイクイーンの午後3時」を収録）   | MFXT-0003 | MFBT-0003 |
| 4    | 2011年9月21日  | 第8話 - 第10話          | 未来ガジェットコンパクトディスク4号 ニコ生ラジオ「未来ガジェット電波局・特別編」                       | MFXT-0004 | MFBT-0004 |
| 5    | 2011年10月26日 | 第11話 - 第13話         | 未来ガジェットコンパクトディスク5号 ニコ生ラジオ「未来ガジェット電波局」内のドラマパート#6〜12+新作1話 | MFXT-0005 | MFBT-0005 |
| 6    | 2011年11月25日 | 第14話 - 第16話         | 未来ガジェットコンパクトディスク6号 （牧瀬紅莉栖のキャラソン「迷宮のイデア」を収録）                   | MFXT-0006 | MFBT-0006 |
| 7    | 2011年12月21日 | 第17話 - 第19話         | 未来ガジェットコンパクトディスク7号 ニコ生ラジオ「未来ガジェット電波局・特別編」                       | MFXT-0007 | MFBT-0007 |
| 8    | 2012年1月25日  | 第20話 - 第22話         | 未来ガジェットコンパクトディスク8号 サウンドトラックII【イベント・ホライゾン】                         | MFXT-0008 | MFBT-0008 |
| 9    | 2012年2月22日  | 第23話 - 第24話 SPECIAL | 未来ガジェットコンパクトディスク9号 （岡部＆ダルのキャラソン「ラボメン☆スピリッツ」を収録）            | MFXT-0009 | MFBT-0009 |
| BOX  | 2013年3月27日  | 全24話 + SPECIAL        | なし                                                                                                   | MFXT-9001 | MFBT-9001 |

## 劇場版
2013年4月20日に『劇場版 STEINS;GATE 負荷領域のデジャヴ』のタイトルで公開された。
テレビアニメ版第1作の主要スタッフが再結集し、MAGES.が完全監修した完全新作ストーリーのもと、トゥルーエンド（テレビアニメ版第1作最終回）の後（正確にはSP「横行跋扈のポリオマニア」終了後）、ラボメンたちに振りかかった事件が描かれる。本作では、これまで仲間のために力を尽くしてきた岡部がただならない事態に巻き込まれ、彼が悩むたびに適切な助言を与えてきた紅莉栖の視点で物語が描かれ、自らが思いもよらない事態に直面した彼女が決断を迫られることとなる。
制作の決定は、2011年9月13日深夜（9月14日未明）に放送されたテレビアニメ版第1作の最終回で発表された。それに際し、本作の原案を担当した志倉千代丸が最終回の放送中（まだ公式な発表が流れる前）にTwitter上で情報を漏洩してしまうという一幕もあった。その後、2012年10月に正式タイトルと作品スタッフなどの概要が発表された。主要キャストも、原作やテレビアニメ版第1作と同じ声優が担当する。
入場者プレゼントとして、シナリオ監修林直孝書き下ろしの未公開エピソード『STEINS;GATE Short Novel』が2冊、5月11日より「STEINS;GATE 承認共鳴のパードン」、5月18日より「STEINS;GATE 承認共鳴のスーヴェニア」が限定配布された。
2013年4月20日より全国主要都市にて公開された。18スクリーンと小規模だったが、成績は公開2日間で動員5万7634人・興収8682万2800円を記録した。5月11日より20スクリーンの追加公開を開始したことと未公開エピソードノベルの配布を開始したこともあり、公開第4週目で第10位に再浮上し、最終興収は5億6000万円を記録した。

### スタッフ（劇場版）
- 原作 - 志倉千代丸/MAGES./Nitroplus
- 企画/エグゼクティブプロデューサー - 安田猛
- スーパーバイザー - でじたろう
- 総監督 - 佐藤卓哉、浜崎博嗣
- 監督 - 若林漢二
- シナリオ監修 - 松原達也、林直孝
- 脚本 - 花田十輝
- 絵コンテ - 若林漢二、おざわかずひろ、加藤敏幸、小林智樹
- 演出 - 若林漢二、おざわかずひろ、土居浩孝、小林智樹
- キャラクター原案 - huke
- キャラクターデザイン・総作画監督 - 坂井久太
- 作画監督 - 坂井久太、竹田逸子
- プロップデザイン - コレサワシゲユキ、灯夢
- 色彩設計 - 佐藤美由紀
- 美術監督 - 関野剛嗣
- 撮影監督 - 塩川智幸
- 特殊効果 - 垣田由紀子
- 3Dディレクター／モデリング／3DCGI - 相馬洋
- オフライン編集 - 後藤正浩
- 音響監督 - 藤山房伸
- 音響制作 - 長島篤史
- 音楽 - 阿保剛、村上純
- 音楽制作 - MAGES.、フロンティアワークス
- プロデューサー - 五味健次郎
- アニメーションプロデューサー - 吉川綱樹
- アニメーション制作 - WHITE FOX
- 製作 - STEINS:GATE MOVIE PROJECT（角川書店、メディアファクトリー、MAGES.、ニトロプラス、フロンティアワークス、ムービック、シネマサンシャイン、WHITE FOX、神南スタジオ）

### 主題歌（劇場版）
主題歌「あなたの選んだこの時を」
作詞・作曲 - 志倉千代丸 / 編曲 - オオバコウスケ / 歌 - いとうかなこ
エンディングテーマ「いつもこの場所で」
作詞・作曲 - 志倉千代丸 / 編曲 - 奥山アキラ / 歌 - 彩音

### ショートノベル
STEINS;GATE 承認共鳴のパードン
STEINS;GATE 承認共鳴のスーヴェニア
入場者プレゼントとして配布された林直孝書き下ろしショートノベル。『承認共鳴のパードン』は2013年5月11日-17日、『承認共鳴のスーヴェニア』は2013年5月18日-24日に劇場配布。ラボメンになって1年の萌郁のエピソード。後にBD版のブックレットに収録された。

### Blu-ray Disc/DVD
2013年12月13日に、劇場版のBD/DVDがKADOKAWAより発売された。BDは超豪華版と通常版、DVDは通常版が発売されている。超豪華版のみ初回限定生産である。
超豪華版には封入特典として、新録のドラマCD『現存在のアポステリオリ』やコンプティークやコンプエースで雑誌付録で収録されたドラマCDと映画公開記念カウントダウンで使用された音声を収録したドラマCD2枚組、劇場版のサウンドトラックCD1枚、ショートノベルや劇場入場者特典で配布された画集のほか、キャスト・スタッフインタビューなどが収録されたブックレットが封入されている。G指定。
超豪華版と通常版の共通特典として、4月6日プレミアムイベント映像、劇場公開の初日舞台挨拶映像、映画特報、映画予告のほか、CM集が収録されている。

### 受賞歴
- ニュータイプアニメアワード2013
  - 作品賞（劇場上映部門）
  - 男性キャラクター賞：岡部倫太郎
- SUGOI JAPAN Award 2015
  - アニメ部門10位

## テレビアニメ『シュタインズ・ゲート ゼロ』
2017年7月、ゲームなどを含めた新展開「STEINS;GATE World Line 2017-2018 プロジェクト」が始動。この最大の目玉として『ゼロ』のアニメ化企画が進行中である事が発表。同年10月からはアニメの再々放送がMX・BS11で開始。同年12月14日に『ゼロ』アニメ版が2018年4月から放送開始すること、および詳細な制作体制が発表。プロモーション映像なども公開された。
一つの大きなメインシナリオを基本として描いた第一作と異なり、今作の原作である『ゼロ』は複数のルートに分岐するマルチシナリオ方式であるため、アニメ版は全ルートの展開を再構成して一本のストーリーに繋げている。
2018年4月から9月まで放送された。テレビアニメ第1作の第23（β）話から続く世界として描かれている。当作品に出てくる「アマデウス」も2018年9月1日付で人工知能学会で学会誌に紹介されている。

### スタッフ（ゼロ）
- 原作 - 志倉千代丸、MAGES.[21]
- 監督 - 川村賢一[21]
- シリーズ構成 - 花田十輝[21]
- シナリオ監修 - 林直孝、松原達也、西村卓也、安本了[23]
- キャラクター原案 - huke[21]
- 未来ガジェット原案 - SH@RP[23]
- キャラクターデザイン - 稲吉智重[21]
- プロップデザイン - 稲吉朝子[23]
- 美術設定 - コレサワシゲユキ、灯夢、小高みちる[23]
- 美術監督 - 小髙猛[23]
- 色彩設計 - 佐藤美由紀[23]
- 特効監修 - 谷口久美子[23]
- 撮影監督 - 塩川智幸[23]
- 3Dディレクター - ヨシダミキ[23]
- モデリング - 相馬洋[23]
- 編集 - 須藤瞳[23]
- 音響監督 - 山口貴之
- 音楽 - 阿保剛、信澤宣明、日向萌[23]
- 音楽プロデューサー - 金谷雄文[23]
- 音楽制作 - MAGES.[23]
- プロデューサー - 千葉誠、松永孝之、金庭こず恵、下里悟、尾形光広、鈴木脩一、金鮮伊
- アニメーションプロデューサー - 吉川綱樹
- アニメーション制作 - WHITE FOX[21]
- 製作 - 未来ガジェット研究所[23]

### 主題歌（ゼロ）
特記がない限り作詞・作曲は志倉千代丸。
オープニングテーマ「ファティマ」（第2話 - 第19話、第21話）
編曲 - Yocke / 歌 - いとうかなこ
エンディングテーマ
「LAST GAME」（第2話 - 第7話、第9話 - 第13話）
編曲 - 悠木真一 / 歌 - Zwei
「World-Line」（第14話 - 第17話、第19話 - 第20話）
編曲 - 悠木真一 / 歌 - 今井麻美
挿入歌
「Amadeus」（第1話、第22話）
編曲 - 荒幡亮平 / 歌 - いとうかなこ
「ライア」（第8話、第18話）
編曲 - 大島こうすけ / 歌 - Zwei
「星の奏でる歌」（第12話）
作詞 - 佐々木恵梨 / 作曲 - MANYO / 編曲 - 流歌、MANYO / 歌 - 椎名まゆり（花澤香菜）、椎名かがり（潘めぐみ）
「スカイクラッドの観測者」（第21話）
編曲 - 礒江俊道 / 歌 - いとうかなこ
「Hacking to the Gate」（第23話）
編曲 - 礒江俊道 / 歌 - いとうかなこ
「GATE OF STEINER」（第23話）
作曲 - 阿保剛 / 編曲 - 悠木真一 / 歌 - 佐々木恵梨

### 各話リスト（ゼロ）
| 話数 | サブタイトル                                                                          | 脚本     | 絵コンテ     | 演出             | 作画監督                                                                | 総作画監督        |
| ---- | ------------------------------------------------------------------------------------- | -------- | ------------ | ---------------- | ----------------------------------------------------------------------- | ----------------- |
| #01  | 零化域のミッシングリンク Absolute Zero                                                | 花田十輝 | 川村賢一     | 川村賢一         | 稲吉智重                                                                | -                 |
| #02  | 閉時曲線のエピグラフ Closed Epigraph                                                  | 花田十輝 | 川村賢一     | 土屋浩幸         | 中田正彦 木宮亮介                                                       | 稲吉朝子          |
| #03  | 双対福音のプロトコル X-day Protocol                                                   | 花田十輝 | 川村賢一     | 高杉旭           | 菊地功一 國井実可子                                                     | 稲吉智重          |
| #04  | 亡失流転のソリチュード A Stray Sheep                                                  | 花田十輝 | 川村賢一     | 平向智子         | 稲吉智重 稲吉朝子                                                       | -                 |
| #05  | 非点収差のソリチュード Entangled Sheep                                                | 花田十輝 | 路比塚俳優人 | 古賀一臣         | 井川典恵 藤木奈々                                                       | 稲吉智重          |
| #06  | 軌道秩序のエクリプス The Orbital Eclipse                                              | 安本了   | 武市直子     | 武市直子         | 平村直紀 相澤秀亮                                                       | 稲吉智重 稲吉朝子 |
| #07  | 振電遷移のエクリプス Vibronic Transition                                              | 安本了   | 川村賢一     | 青木ユーイチロー | 永吉隆志                                                                | 稲吉智重          |
| #08  | 二律背反のデュアル Antinomic Dual                                                     | 花田十輝 | 川村賢一     | 土屋浩幸         | 中田正彦 木宮亮介                                                       | 稲吉智重 稲吉朝子 |
| #09  | 永劫回帰のパンドラ Pandora's Box                                                      | 花田十輝 | 路比塚俳優人 | 川久保圭史       | 菊地功一 西村幸恵                                                       | 稲吉智重          |
| #10  | 存在証明のパンドラ Forbidden cubicle                                                  | 花田十輝 | 神谷純       | 平向智子         | 井川典恵                                                                | 稲吉朝子          |
| #11  | 存在忘却のパンドラ Sealed Reliquary                                                   | 花田十輝 | 久保雄介     | 古賀一臣         | 藤木奈々 中村進也 加藤明日美                                            | 稲吉智重          |
| #12  | 相互再帰のマザーグース Recursive Mother Goose                                         | 安本了   | 路比塚俳優人 | おざわかずひろ   | 渡邉八恵子 相澤秀亮                                                     | 稲吉朝子          |
| #13  | 回折叙唱のマザーグース Diffraction Mother Goose                                       | 安本了   | 武市直子     | 武市直子         | 稲吉智重                                                                | -                 |
| #14  | 弾性限界のリコグナイズ Presage or Recognize                                           | 花田十輝 | 高木啓明     | 土屋浩幸         | 中田正彦 木宮亮介                                                       | 稲吉智重 稲吉朝子 |
| #15  | 漸近線のリコグナイズ Recognize Asymptote                                              | 安本了   | 外川慶       | 工藤寛顕         | 小野晃 菊地功一 西村幸恵                                                | 稲吉智重 稲吉朝子 |
| #16  | 無限遠点のアルタイル Vega and Altair                                                  | 花田十輝 | 久保雄介     | 関谷真実子       | 井川典恵                                                                | 稲吉智重 稲吉朝子 |
| #17  | 双曲平面のアルタイル Beltrami Pseudosphere                                            | 花田十輝 | 尾崎隆晴     | 古賀一臣         | 中村和久 平村直紀 岩田景子 徳田夢之介                                   | 稲吉智重 稲吉朝子 |
| #18  | 並進対称のアルタイル Translational Symmetry                                           | 花田十輝 | 路比塚俳優人 | 高木啓明         | 渡邉八恵子 池田有 相澤秀亮 平村直紀 木宮亮介 藤木奈々 稲吉智重 稲吉朝子 | 稲吉智重 稲吉朝子 |
| #19  | 循環座標のアルタイル Time-leap Machine                                                | 花田十輝 | 久保雄介     | 久保雄介         | 武本大介 ぐんそう 徳田夢之介 宮脇直央 平村直紀 稲吉智重 稲吉朝子        | 稲吉智重 稲吉朝子 |
| #20  | 盟誓のリナシメント Promised Rinascimento                                              | 安本了   | 川村賢一     | 土屋浩幸         | 中田正彦 木宮亮介                                                       | 稲吉智重 稲吉朝子 |
| #21  | 結像のリナシメント Return of Phoenix                                                  | 花田十輝 | 川村賢一     | 古賀一臣         | 井川典恵 相澤秀亮 ぐんそう                                              | 稲吉智重 稲吉朝子 |
| #22  | 投企のリナシメント Project Amadeus                                                    | 花田十輝 | 路比塚俳優人 | おざわかずひろ   | 平村直紀 武本大介 稲吉智重                                              | 稲吉智重          |
| #23  | 無限遠点のアークライト 交差座標のスターダスト Arc-light of the Sky Milky-way crossing | 花田十輝 | 川村賢一     | 川村賢一         | 稲吉智重 稲吉朝子 木宮亮介 平村直紀                                     | 稲吉智重 稲吉朝子 |
| #SP  | 結晶多形のヴァレンティヌス Bittersweet Intermedio                                     | 安本了   | 外川慶       | 土屋浩幸         | 木宮亮介 稲吉智重 稲吉朝子 渡邉八恵子 武本大介                          | 稲吉智重 稲吉朝子 |

### 放送局・配信（ゼロ）
| 放送期間                | 放送時間                     | 放送局       | 対象地域 | 備考                      |
| ----------------------- | ---------------------------- | ------------ | -------- | ------------------------- |
| 2018年4月12日 - 9月27日 | 木曜 1:35 - 2:05（水曜深夜） | TOKYO MX     | 東京都   |                           |
|                         |                              | KBS京都      | 京都府   |                           |
|                         | 木曜 2:00 - 2:30（水曜深夜） | サンテレビ   | 兵庫県   |                           |
|                         | 木曜 2:35 - 3:05（水曜深夜） | テレビ愛知   | 愛知県   |                           |
|                         |                              | TVQ九州放送  | 福岡県   |                           |
|                         | 木曜 23:30 - 金曜 0:00       | AT-X         | 日本全域 | CS放送 / リピート放送あり |
| 2018年4月13日 - 9月28日 | 金曜 23:00 - 23:30           | BS11         | 日本全域 | BS放送 / 『ANIME+』枠     |
| 2018年4月18日 - 10月3日 | 水曜 23:00 - 23:30           | とちぎテレビ | 栃木県   |                           |

インターネットでは、同年4月12日よりAbemaTV Abemaアニメチャンネルにて、木曜1時 - 1時30分（水曜深夜）に地上波より先行して配信されている。イベント上映された未放送話（第24話）は2018年12月21日にAbemaTV Abemaアニメチャンネルで先行配信。

### BD / DVD（ゼロ）
| 巻 | 発売日         | 収録話               | 規格品番  | 規格品番  |
| 巻 | 発売日         | 収録話               | BD        | DVD       |
| -- | -------------- | -------------------- | --------- | --------- |
| 1  | 2018年6月27日  | 第1話 - 第4話        | MFXT-0035 | MFBT-0049 |
| 2  | 2018年7月25日  | 第5話 - 第8話        | MFXT-0036 | MFBT-0050 |
| 3  | 2018年8月24日  | 第9話 - 第12話       | MFXT-0037 | MFBT-0051 |
| 4  | 2018年9月26日  | 第13話 - 第16話      | MFXT-0038 | MFBT-0052 |
| 5  | 2018年11月28日 | 第17話 - 第20話      | MFXT-0039 | MFBT-0053 |
| 6  | 2018年12月21日 | 第21話 - 第23話、OVA | MFXT-0040 | MFBT-0054 |

## ミニアニメ
『STEINS;GATE 聡明叡智のコグニティブ・コンピューティング』は2014年10月14日より配信の日本IBMとのコラボアニメ。
キャスト
うーぱ
声 - 山本彩乃
コグニティブ・コンピューティング・システムの端末。
スタッフ
- 原作 - 志倉千代丸、MAGES.、Nitroplus
- 監督 - 村川健一郎
- シナリオ監修 - 松原達也
- 脚本 - 林直孝
- キャラクター原案 - huke
- キャラクターデザイン・作画監督 - 坂井久太
- 色彩設計 - 佐藤美由紀
- 美術監督 - 東潤一
- 撮影監督 - 佐藤勝史、塩川智幸
- 3DCGI - 相馬洋
- デザインワークス - コレサワシゲユキ、灯夢
- 編集 - 須藤瞳
- 音響効果 - 川田清貴
- 製作協力 - 日本IBM
- アニメーション制作 - WHITE FOX
- 製作 - STEINS;GATE MOVIE PROJECT

各話リスト
| 話数 | サブタイトル     | 配信日          |
| ---- | ---------------- | --------------- |
| #1   | クッキング編     | 2014年 10月14日 |
| #2   | ナビゲーション編 | 10月21日        |
| #3   | ファッション編   | 11月4日         |
| #4   | 会議編           | 11月11日        |